# Pembina River (Athabasca River)
Der Pembina River ist ein rechter Nebenfluss des Athabasca River in Zentral-Alberta (Kanada).
Der Name Pembina [ˈpɛmbɪnə] wurde von dem kanadisch-französischen Namen für den Strauch Viburnum trilobum abgeleitet. Der Fluss gab wiederum seinen Namen dem Pembina-Ölfeld, einer Öl- und Gas-produzierenden Region um Drayton Valley. Das Umweltinstitut Pembina Institute hat auch seinen Namen von dem Fluss abgeleitet.

## Flusslauf
Der Pembina River entspringt in den Kanadischen Rocky Mountains südlich von Cadomin bei Pembina Forks. Er fließt in östlicher Richtung und mündet nach 547 km in den Athabasca River 64 km westlich der Stadt Athabasca. Sein Einzugsgebiet umfasst eine Fläche von 12.900 km².
Gemeinden entlang dem Flusslauf des Pembina River sind Westlock, Sangudo, Entwistle, Evansburg. 
Der Pembina River Provincial Park liegt entlang der Schluchten des Flusses zwischen Evansburg und Entwistle. Ein weiteres Schutzgebiet am Fluss ist das Pembina River Natural Area, 20 km nordöstlich von Cherhill im Aspen-Parkland gelegen.